# Sanmu
Sanmu (山武市 Sanmu-shi) é uma cidade japonesa localizada na província de Chiba.
Em 1 de Outubro de 2007 a cidade tinha uma população estimada em 57 894 habitantes e uma densidade populacional de 395,5 h/km². Tem uma área total de 146,38 km².
Recebeu o estatuto de cidade a 27 de Março de 2006. A cidade foi criada por intermédio da fusão da vilas de  Sanbu, Matsuo e Naruto e a aldeia de Hasunuma pertencentes ao distrito de Sanbu.